# Geellelbuulbuul
De geellelbuulbuul (Poliolophus urostictus synoniem: Pycnonotus urostictus), is een zangvogel uit de familie van de buulbuuls (Pycnonotidae).

## Verspreiding en leefgebied
Deze vogel komt voor in de Filipijnen en telt vijf ondersoorten:
- P. u. ilokensis: noordelijk Luzon.
- P. u. urostictus: centraal en zuidelijk Luzon.
- P. u. atricaudatus: centrale en oostelijk-centrale Filipijnen.
- P. u. philippensis: zuidelijk Filipijnen.
- P. u. basilanicus: Basilan en het Zamboanga Peninsula.

## Status
De grootte van de populatie is niet gekwantificeerd maar de soort wordt omschreven als vrij algemeen. Op de Rode lijst van de IUCN heeft deze soort de status niet bedreigd.